# Verzeiht, daß ich ein Mensch bin
Verzeiht, daß ich ein Mensch bin. Friedrich Wolf. Fragen an seine Kinder. Erinnerungen von Zeitgenossen ist ein Dokumentarfilm des DEFA-Studios für Dokumentarfilme, der im Auftrag des Fernsehens der DDR unter der Regie von Lew Hohmann im Jahr 1988 entstanden ist.

## Handlung
Das Filmteam befindet sich am Ende der 1980er Jahre auf dem Weg zu Lukas Wolf, dem ältesten Sohn Friedrich Wolfs, wohnhaft im Bundesstaat New York in den USA. Im Gepäck haben sie einen Brief von seinem Halbbruder Markus Wolf aus der DDR. Die Brüder haben sich seit 1933 nicht gesehen; dagegen hat Lukas seinen Halbbruder Konrad Wolf einmal in New York City getroffen, wo sich beide auf Anhieb, nach den vielen Jahren der Trennung, sehr gut verstanden haben. Es wird eine Fotografie von einem Sonntag in den zwanziger Jahren mit vier Kindern aus zwei Ehen gezeigt, welche in Stuttgart aufgenommen wurde. Das älteste Kind Johanna sowie Lukas stammen aus der ersten Ehe mit Käthe Gumpold, Markus sowie Konrad stammen aus der zweiten Ehe mit Else Dreibholz.
Johanna will sich nicht den Fragen des Filmteams stellen, aber Lukas erzählt viel aus seiner Kindheit. Wie er zu seinem Namen gekommen ist, erfährt er aus einem Buch seines Vaters. Markus Wolf berichtet ebenfalls aus seiner Kindheit und er hat auch einen Tagebucheintrag seines Vaters vorgelesen, der anlässlich seiner Geburt ein kleines Gedicht verfasst hat. Dann kommt die 1934 geborene Lena Simonowa zu Wort. Friedrich Wolf lernt ihre Mutter bereits in Stuttgart kennen, Lena kommt aber in der Emigration zur Welt. Dann gibt es noch Catherine Gittis, die Tochter Friedrich Wolfs mit einer deutschen Antifaschistin, die 1940 in Frankreich geboren wird. Sie soll erst Marianne heißen, jedoch haben die Franzosen nicht zugelassen, dass ein deutsches Kind den Namen der französischen Nationalfigur trägt. Sein letzter Sohn, der Physiker Thomas Naumann kommt 1953 zur Welt, seine Mutter ist eine Tanzpädagogin. Auch für Thomas hat Wolf ein kleines Gedicht geschrieben. Thomas selbst hat keine direkten Erinnerungen mehr an seinen Vater, der dreieinhalb Monate nach seiner Geburt verstirbt.
Nun wird das Leben Friedrich Wolfs von seiner Geburt an erzählt. Der Film blickt bis auf seine Großeltern zurück und zeigt sein ganzes Leben, durch viele Fotografien und durch eigene Texte aufgelockert, die durch Thomas Langhoff vorgetragen werden. Auch die Kinder erzählen noch viel über sich und ihren Vater. Da Konrad Wolf zum Zeitpunkt der Dreharbeiten nicht mehr lebt, werden Interviews aus den vergangenen Jahren herangezogen. Der Maler Conrad Felixmüller erzählt in einer älteren Filmaufnahme über die Zusammenarbeit mit Friedrich Wolf, bei der er für die Uraufführung dessen Theaterstücks Das bist du im Sächsischen Landestheater, Schauspielhaus die Bühnendekoration entwarf. Der Schauspieler Gerhard Bienert berichtet über die Premiere des Stückes Cyankali 1929 im Berliner Lessing-Theater, bei der Friedrich Wolf ebenfalls anwesend war. Weiterhin kommen in Interviews Freunde, wie Eva Siao und Jacob Fause  sowie die Schwester seiner zweiten Frau, Grete Dreibholz, zu Wort.

## Produktion und Veröffentlichung
Verzeiht, daß ich ein Mensch bin. Friedrich Wolf. Fragen an seine Kinder. Erinnerungen von Zeitgenossen wurde von der KAG document auf ORWO-Color, mit mehreren historischen Schwarzweiß-Sequenzen, im Auftrag des Fernsehens der DDR gedreht. Die Kommentare wurden von Klaus Wischnewski und Lew Hohmann geschrieben. Die Dramaturgie lag in den Händen von Annerose Richter und Rosemarie Funk (Recherche).
Die erste Ausstrahlung fand am 19. Dezember 1988 im 1. Programm des Fernsehens der DDR in einer gekürzten Fassung statt. In der vollständigen Fassung wurde der Film das erste Mal am 7. März 1989 ausgestrahlt, ebenfalls im 1. Programm des Fernsehens der DDR.

## Kritik
Angelika Rätzke äußerte sich in der Berliner Zeitung folgendermaßen:

„Wolfs Leben zwischen Aufbruch und .Ankunft ist ein Leben voller privater und politischer Konflikte. Sie zu deuten, sie in einen biographischen und gesellschaftlichen Kontext zu setzen, ohne auf Zeittafelakkuratesse zu pochen, versuchte der Film. So entstand also kein glattes Bild, kein Denkmal, zu dem man nur aufschauen müßte. Lew Hohmanns Regie provozierte Fragen zu all den Wünschen, Hoffnungen, Irrtümern, Enttäuschungen und Lieben.“

Das Lexikon des internationalen Films schreibt, dass es sich hier um einen Film handelt, der den Weltverbesserer Friedrich Wolf mit intimer Kenntnis und kritischem Respekt beschreibt und den Versuch unternimmt, sein soziales und künstlerisches Programm einzuordnen.